# 北海道道275号月形峰延線
北海道道275号月形峰延線（ほっかいどうどう275ごう つきがたみねのぶせん）は、北海道樺戸郡月形町と美唄市を結ぶ一般道道（北海道道）である。通称「樺戸道路」と呼ばれる。

## 概要

### 路線データ
- 起点：北海道樺戸郡月形町字階楽町（国道275号交点）
- 終点：北海道美唄市峰延町本町（国道12号交点）
- 路線延長：11.0km（総延長）

## 歴史
- 1957年（昭和32年）7月25日 218号として路線認定[1]
- 1994年（平成6年）10月1日 路線番号を275号に変更[2]。

この路線の前身は1944年（昭和19年）11月25日に認定された準地方費道159号月形峰延停車場線の一部である。

## 路線状況

### 重複区間
- 月形町字階楽町 - 美唄市西美唄町大曲（北海道道6号岩見沢月形線）
- 月形町字階楽町 - 美唄市西美唄町大曲 北海道道33号美唄月形線）
- 美唄市上美唄町南（北海道道139号江別奈井江線）

### 道路施設
主な橋梁
- 月形大橋（石狩川）＝月形町字新生 - 美唄市西美唄町大曲
- 中小屋橋（旧美唄川）＝美唄市上美唄町南
- 第二幹線橋（第二幹線川＝旧美唄川支流）＝美唄市上美唄町南 - 美唄市豊葦町
- 二枚橋（二号川＝旧美唄川支流）＝美唄市豊葦町
- 空見橋（第一幹川＝旧美唄川支流）＝美唄市峰延町峰樺

## 地理
美唄市内の二枚橋 - 空見橋の間は当路線が岩見沢市との境界を兼ねている。接続する北海道道921号の正確な起点は岩見沢市峰延町となっており、ルートに岩見沢市を含む場合がある。

### 通過する自治体
- 空知総合振興局
  - 樺戸郡月形町
  - 美唄市

### 交差する道路
月形町
- 国道275号 - 階楽町（起点）

美唄市
- 北海道道33号美唄月形線 - 西美唄町大曲
- 北海道道6号岩見沢月形線 - 西美唄町大曲（重複）
- 北海道道139号江別奈井江線 - 上美唄町南（重複）
- 北海道道921号開発峰延線 - 豊葦町
- 北海道道816号峯延稔町線 - 豊葦町
- 国道12号 - 峰延町本町（終点）

### 沿線にある施設など
月形町
- ファミリーマート月形皆楽公園店 - 字階楽町1516−1
- 皆楽公園 - 字北農場

美唄市
- 大富郵便局 - 西美唄町大曲2区
- 宮島沼 - 西美唄町大曲